# ホマ
ホマ（Joma）はスペインにあるスポーツ用品メーカーである。本社はカスティーリャ・ラ・マンチャ州トレド県ポルティージョ・デ・トレード。

## 概要
1965年の創業。スタートはシューズで、当時の従業員は8人。1969年に「Joma Sports S.A.」が設立し、従業員は20人となる。1987年には新しい技術として開発を行い、その後総合スポーツメーカーとなり、1997年には、国内のスポーツメーカーのインドアサッカーのシューズ部門で初めてのトップ座に獲得した。
2012年には新たなる挑戦として、テニスのウェアとシューズのブランドを開始した。
海外の子会社では、1996年にメキシコ、1999年にアメリカ合衆国、2000年に中華人民共和国を建国した。

## 外部サイト
- Joma（英語版）